# The Ultimate Fighter: Team Rousey vs. Team Tate Finale
The Ultimate Fighter: Team Rousey vs. Team Tate Finale (también conocido como The Ultimate Fighter 18 Finale) fue un evento de artes marciales mixtas celebrado por Ultimate Fighting Championship el 30 de noviembre de 2013 en el Mandalay Bay Events Center en Las Vegas, Nevada.

## Historia
Se esperaba que el evento estuviera encabezado por una pelea por el Campeonato de Peso Mosca de UFC entre el actual campeón Demetrious Johnson y el destacado contendiente Joseph Benavidez. Los dos se enfrentaron previamente en UFC 152 en la final del torneo inaugural del peso mosca, con Johnson ganando la pelea por decisión dividida. Sin embargo, el 10 de noviembre, se anunció que Anthony Pettis se retiró del evento principal de UFC on Fox 9 y la pelea Johnson/Benavidez 2 fue trasladada a ese evento.
Zak Cummings fue originalmente programado para enfrentarse a Sergio Morães, pero se retiró debido a una lesión y fue reemplazado por Sean Spencer.
También figuró en la tarjeta la final del The Ultimate Fighter 18 en las divisiones de peso gallo de hombres y mujeres.

## Resultados
1. ↑  Final de Peso Gallo Femenino TUF 18.
2. ↑  Final de Peso Gallo Masculino TUF 18.

## Premios extra
Cada peleador recibió un bono de $50,000.
- Pelea de la Noche: Ryan Benoit vs. Josh Sampo^
- KO de la Noche: Nate Diaz
- Sumisión de la Noche: Chris Holdsworth

^Sampo no recibió una bonificación en concepto de penalización por no dar el peso restante y el dinero de la prima que habría ganado fue decomisado para Benoit. Benoit fue galardonado con un bono $100,000 como resultado.